# Chiesa di San Giorgio (Bergamo)
La ex chiesa di San Giorgio e l'annesso monastero era un luogo di culto cattolico presente ancora nel 1575 negli atti della visita pastorale di san Carlo Borromeo a Redona, ma di cui non rimane più nessuna traccia.

## Storia
Un lascito testamentario datato 1162 è il primo documento che testimonia la presenza di una chiesa intitolata a san Giorgio sul territorio di Redona confinante con quello di Torre Boldone, in località detta della Martinella quella che era una chiesa campestre facente parte della vicinia di San Lorenzo di Bergamo.
Il monastero risulta presente nel 1252 quando riceve un lascito testamentario da parte di un ecclesiastico, documento che cita Ecclesia Santi Giorgi di Redona donec steterin ibi mulieres religiosae, indicando la presenza di una comunità femminile.

Che il monastero fosse gestito dalla comunità doppia degli Umiliati dell'Ordine di Sant'Agostino lo si rileva dall'importante decisione presa dal vescovo Giovanni da Scanzo nel 1309 quando dovette scegliere tra i frati o le monache presenti nella comunità il responsabile e governatore. La sua scelta cadde su un rappresentante di sesso femminile. Questa decisione divenne un interessante esempio di uguaglianza all'interno delle comunità nel XIV secolo.
(Exordium di Giovanni da Scanzo 26 marzo 1309)
Un ulteriore successivo documento del 1361 cita il monastero appartenente all'ordine agostiniano: Santi Georgi de Redona Pergamensis diocesis, ordinis et regulae sancti Augustini.
Serve considerare che la presenza femminile dell'Ordine di Sant'Agostino, probabilmente formatasi da un gruppo di donne penitenti che si unirono per una vita monastica di lavoro e preghiera, era precedente a quella dei frati che avevano iniziato a lavorare nel convento come fattori per entrare solo successivamente nell'ordine, tanto che non potevano presiedere al Capitolo. La scelta del vescovo non fu quindi casuale, il documento infatti descrive esattamente la situazione storica del monastero.
La storia del monastero fu molto movimentata, il XIV secolo fu infatti difficile per il territorio, molte furono le pestilenze conseguenti alle malattie nonché all'occupazione viscontea condotta da Barnabò Visconti che aveva portato alla povertà e al favorire di epidemie.
Nel 1347 il monastero fu unito a quello di Santa Maria Assunta di Torre Boldone sotto la priora Anexina Buccelleni dal vescovo Bernardo Tricardo. Le motivazioni sono sicuramente conseguenti alla difficoltà economica del monastero che poteva contare sulla presenza di sole quattro monache: Bontalenta de Bulla, Manfredina de Brembate, Cosina de Cene, e la priora Novella de Ambroxionibus, decisione che fu prima contestata presso l'arcivescovo di Milano, ma che però non intervenne sulla decisione forse a causa del degrado morale in cui era caduto il monastero. Un evento accaduto nel 1348 richiese infatti un'inchiesta da parte dell'arciprete Guidotto della Crotta, vicario incaricato dal vescovo. La monaca Mandredina di Brembate o de Briolo aveva partorito nel mese di aprile un bambino, figlio del frate Turino. La povera monaca venne espulsa dal monastero di Torre Boldone e obbligata a vagare in diverse località fino a raggiungere il lodigiano. Il bambino venne affidato a una nutrice dopo esser stato battezzato con il nome di Benedetto da suor Cusina, che si era prodigata come ostetrica al parto. Intorno al bambino e alla monaca si formò un giro di aiuti economici che portarono anche alla vendita di arredi del monastero da parte del frate Giovanni, fratello del padre del nascituro. Indice del grave stato di degrado morale ed economico in cui versava il monastero. Non furono mai presi seri provvedimenti, era questo un fatto non inusuale, la stessa suor Manfredina dichiarava che un bambino era nato anche nel monastero di Torre Boldone, e poi abbandonato di notte alle porte di quello di Redona.
Il monastero passò il 29 febbraio 1362 sotto il controllo del Matris Domini per ordine del vescovo Lanfranco de Saliverti. A questa decisione seguì un dibattito che durò ben otto anni e terminò con la sentenza che il monastero di San Giorgio doveva restare sotto la giurisdizione di Torre Boldone, questo probabilmente a seguito di interessi politici parentali.
La controversia quindi riguardava ben tre monasteri che in quel periodo di gravi epidemie soffrivano anche di carenze vocazionali. Il monastero di San Giorgio fu definitivamente unito a quello Matris Domini solo nel 1370.

## Descrizione
La chiesa era indicata ancora presente negli atti della visita pastorale di san Carlo Borromeo del 1575. L'ultima descrizione risale alla fine del XVI secolo quando l'immobile si presenta come proprietà di un agricoltore adibito a fattoria. Le ultime parti murarie del fabbricato e di quel poco che restava del monastero furono rimosse nel febbraio del 1989.